# Wargaming.Net
Wargaming.Net 是由戰遊網所開發的遊戲服務平台。此平台設計支援所有由戰遊網開發的大型多人線上遊戲，並整合「戰遊網」旗下所有的網站、合作夥伴、粉絲網站至單一入口網站。
所有大型多人連線遊戲將以 Wargaming.net 此一宇宙為中心，完美整合在Wargaming.Net （页面存档备份，存于）入口網站中

## 特色
- 統一的帳號系統 - 單一 Wargaming.Net 帳號可以用於所有戰遊網的大型多人連線遊戲。[1]
- 先進的帳號管理系統 - 改善過的個人帳號工具能帶給您更高的安全性，增加了已最佳化的密碼與登入名稱重設、與帳號重置。包括增加了安全性服務金鑰與您的手機號碼綁定。這在您的帳號被洩漏的情況時，能更快地恢復帳號.[2]
- 原創的全新付費系統 - 建立在免費贏（Free to Win）原則下
- 共通的經濟系統 - 允許玩家在戰遊網開發的遊戲中轉移付費貨幣以及遊戲經驗[3]

## 歷史
- 2012 年 6 月 - 正式公開此一遊戲服務
- 2012 年 8 月 - 戰遊網正式開通OpenID認證系統，允許玩家透過 Wargaming.Net ID 登入所有與戰遊網相關網站服務[4]
- 2013 年 5 月 - 首個公開版本正式上線[5]
- 於 2013 E3 開展前不久 - 宣布所有 Wargaming.Net ID 將整合加值服務，讓玩家僅需支付一次付費加值服務（包含經驗以及銀幣收入加乘等），所有遊戲皆可享受同等服務[6]

## 整合加值帳號服務
透過推出的整合加值帳號服務，玩家將可以不用支出額外的費用，加值帳號服務就可以同時在《戰車世界》以及《戰機世界》中使用。 當玩家在《戰車世界》中購買時，《戰機世界》會同時啟動加值帳號服務。整合加值帳號服務也同樣的將會適用於《戰艦世界》，以及其他未來由戰遊網所推出橫跨 Wargaming.Net 的任何產品。
基於免費贏的原則，此項服務說明了戰遊網正在努力透過整合不同的遊戲作品以及統一的貨幣機制，從遊戲生態系統中調整出一個平衡點。
整合加值帳號服務的基本概念與其他電子遊戲行業中所創立的商業模式相矛盾。玩家再也不用花錢購買不同的內容，而是只需要花費一次即可以享受整間公司的加值服務。
整合加值帳號服務已於《戰機世界》第二階段公開測試中啟用。